# Solieria flava
Solieria flava är en tvåvingeart som först beskrevs av Townsend 1908.  Solieria flava ingår i släktet Solieria och familjen parasitflugor. Inga underarter finns listade i Catalogue of Life.